# Giburīzu Episōdo 2
Giburīzu Episōdo 2 (ギブリーズ episode 2) é um curta-metragem animado japonês de 2002, foi escrito e dirigido por Yoshiyuki Momose com colaboração de Eiichirō Tashiro e Chika Matsumura, com produção de Hiroyuki Watanabe. O curta foi lançado juntamente com Neko no Ongaeshi, servindo como abertura do filme, ambos lançados em 20 de julho.

## Sinopse
Nesta sequência de Giburīzu, um funcionário da equipe do Studio Ghibli se apaixona, enquanto, todos os seus colegas estão na hora extra do almoço.

## Elenco
- Masahiko Nishimura como Nonaka-kun
- Kyōka Suzuki como Yukari-san
- Arata Furuta como Oku-chan
- Satoru Saitō como Toku-san
- Tomoe Shinohara como Hato-chan
- Kōji Imada como Yone-chan
- Kaoru Kobayashi como Toshi-chan